# Earl Shannon
Earl F. Shannon (nacido el 23 de noviembre de 1921 en Providence, Rhode Island y fallecido el 8 de julio de 2002 en Warwick, Rhode Island) fue un jugador y entrenador de baloncesto estadounidense que disputó tres temporadas en la BAA. Con 1,80 metros de estatura, jugaba en la posición de escolta.

## Trayectoria deportiva

### Universidad
Jugó durante su etapa universitaria con los Rams de la Universidad de Rhode Island, siendo capitán del equipo en 1943. Jugó además al fútbol americano y al béisbol.

### Profesional
Comenzó su andadura profesional fichando en 1946 por los Providence Steamrollers de la BAA, donde jugó dos temporadas y media, siendo la más destacada la primera de todas, en la que fue uno de los mejores anotadores de su equipo, promediando 12,1 puntos, y acabó como séptimo mejor pasador de la liga, con 1,5 asistencias por partido.
Tras ser despedido mediada la temporada 1948-49 fichó como agente libre por los Boston Celtics, donde apenas jugó cinco partidos antes de ser cortado. Antes de retirarse, jugó también en la ABL.

#### Estadísticas en la BAA

##### Temporada regular
| Temporada | Edad | Equipo                  | Liga | P   | TC  | TCA  | %TC  | TL  | TLA | %TL  | ASIS | FP  | PTS  |
| 1946-47   | 25   | Providence Steamrollers | BAA  | 57  | 4.3 | 12.7 | .339 | 3.5 | 6.1 | .566 | 1.5  | 3.0 | 12.1 |
| 1947-48   | 26   | Providence Steamrollers | BAA  | 45  | 2.7 | 10.4 | .262 | 2.6 | 4.1 | .634 | 1.1  | 2.4 | 8.0  |
| 1948-49   | 27   | TOTAL                   | BAA  | 32  | 1.1 | 4.0  | .268 | 1.2 | 1.8 | .672 | 1.4  | 1.0 | 3.3  |
| 1948-49   | 27   | Providence Steamrollers | BAA  | 27  | 1.2 | 4.3  | .276 | 1.4 | 2.0 | .704 | 1.5  | 1.1 | 3.8  |
| 1948-49   | 27   | Boston Celtics          | BAA  | 5   | 0.4 | 2.2  | .182 | 0.2 | 0.8 | .250 | 0.8  | 0.4 | 1.0  |
| Total     |      |                         | BAA  | 134 | 3.0 | 9.8  | .305 | 2.6 | 4.4 | .598 | 1.3  | 2.3 | 8.6  |

### Entrenador
Tras retirarse, fue entrenador del equipo freshman de los Rhode Island Rams durante siete temporadas, y dos más de los Providence Friars.
Falleció a los 80 años de edad, tras sufrir un ataque al corazón mientras jugaba al golf, en el Kent County Hospital de Warwick, Rhode Island.